# Pseudanthias smithvanizi
Pseudanthias smithvanizi är en fiskart som först beskrevs av Randall och Lubbock, 1981.  Pseudanthias smithvanizi ingår i släktet Pseudanthias och familjen havsabborrfiskar. Inga underarter finns listade i Catalogue of Life.
Denna fisk blir upp till 9,5 cm lång. Den har i ryggfenan 10 taggstrålar och 15 till 17 mjukstrålar. I analfenan finns 3 taggstrålar och 7 till 8 mjukstrålar. Pseudanthias smithvanizi har en magentaröd till violett grundfärg och ovanför sidolinjen en gul punkt i varje fjäll. Stjärtfenan har 16, 17 eller sällan 18 taggstrålar och den har hos honor röda kanter. Vid varje sida av nosen finns en gul strimma.
Utbredningsområdet sträcker sig från små öar söder om Sumatra över Sydostasien och norra Australien till västra Oceanien och mindre japanska öar nordöst om Taiwan. Exemplaren vistas vanligen 8 till 70 meter under havytan. De lever vid klippor och korallrev och bildar större stim.
För beståndet är inga hot kända. Hela populationen antas vara stor. IUCN listar arten som livskraftig (LC).